# 2005年6月逝世人物列表
2005年逝世人物列表：1月 - 2月 - 3月 - 4月 - 5月 - 6月 - 7月 - 8月 - 9月 - 10月 - 11月 - 12月
2005年6月逝世人物列表，是用于汇总2005年6月期间逝世人物的列表。

## 依日期排序

### 1日
- 乔治·麦肯，80岁，NBA运动员。nba中国官方网站（页面存档备份，存于）
- 德米特裡·比斯特羅夫，37歲，俄羅斯足球運動員。
- 約瑟芬·克萊·福特（Josephine Clay Ford），81歲，美國福特汽車公司女繼承人和著名慈善家。
- 路易士安·聖弗勒蘭特（Louisiane Saint Fleurant），80歲，海地藝術家和畫家。
- 傑弗里·托恩（Geoffrey Toone），94歲，英國愛爾蘭演員。

### 2日
- 梅利塔·诺伍德，93岁，苏联女间谍。广州日报
- 伊莎貝爾·阿雷茨（Isabel Aretz），96歲，阿根廷音樂家。
- 維托里奧·杜塞（Vittorio Duse），89歲，義大利演員（《教父》第三部）。
- 盧西奧·埃斯帕尼亞（Lucio España），33歲，哥倫比亞足球運動員，被謀殺。
- 薩米爾·卡西爾（Samir Kassir），45歲，支援民主的黎巴嫩記者，被暗殺。
- 邁克·馬歇爾（Mike Marshall），60歲，法裔美國演員（Moonraker）。
- 安德里亞·潘格拉齊奧（Andrea Pangrazio），95歲，義大利羅馬天主教主教。
- Hy Peskin，89歲，美國攝影師。
- 艾倫·威廉姆斯（Alan Williams），77歲，英國經濟學家。

### 3日
- 萊昂·阿斯金（Leon Askin），97歲，奧地利演員。
- 拉多米爾·貝拉切維奇，75歲，塞爾維亞電影製片人和作家。
- 特奧多羅·貝尼尼奧（Teodoro Benigno），82歲，菲律賓記者。
- 邁克爾·比林頓（Michael Billington），63歲，英國演員。
- 哈羅德·卡迪納爾（Harold Cardinal），60歲，加拿大克里語作家，肺癌。
- 恩佐·埃坎加基（Nzo Ekangaki），71歲，喀麥隆政治家。
- Alex Freeleagus，77歲，澳大利亞外交官和律師。

### 4日
- 釋印順，100歲，台灣僧侶，證嚴法師的恩師。中华佛教准提网
- 保羅·阿門（Paul Amen），88歲，美國運動員和銀行家。
- 吉安卡洛·德卡洛（Giancarlo De Carlo），85歲，義大利建築師。
- 克洛伊·鐘斯（Chloe Jones），29歲，美國成人電影明星。
- 班克斯·麥克法登（Banks McFadden），88歲，美式橄欖球運動員，大學橄欖球名人堂成員和前克萊姆森橄欖球運動員。
- 安德列·莫利托（André Molitor），93/4，比利時公務員，博杜安一世國王的首席私人秘書。
- Jean O'Leary，57歲，美國同性戀權利活動家和政治家。
- 洛娜·塞耶（Lorna Thayer），86歲，美國角色女演員（Five Easy Pieces），阿爾茨海默病。

### 5日
- 芮杏文，78岁，原中共中央书记处书记。RFA
- 曹廣榮，72岁，前香港政務司。明報即時新聞網
- 阿道夫·阿吉拉爾·辛瑟（Adolfo Aguilar Zínser），55歲，墨西哥學者、外交官和政治家。
- Bele Bachem，89歲，德國平面藝術家、書籍插畫家和作家。
- 佩皮塔·卡佩尼亞（Pepita Carpeña），85歲，西班牙工會會員和無政府主義者。
- 喬治·以撒（George Isaak），72歲，波蘭出生的澳大利亞物理學家。
- 蘇西·尼科萊蒂（Susi Nicoletti），86歲，奧地利電影女演員，心臟手術併發症。
- Lothar Warneke，68歲，德國電影導演、編劇和演員。

### 6日
- 安妮·班克罗夫特，73岁，美国电影演员。华商报
- 愛德華多·阿爾凱蒂（Eduardo P. Archetti），62歲，阿根廷社會科學家。
- 達娜·埃爾卡（Dana Elcar），77歲，美國演員（MacGyver，The Sting，Fail Safe）。
- 瑪雅·科皮采娃（Maya Kopitseva），81歲，俄羅斯畫家。
- 帕梅拉·梅（Pamela May），88歲，英國芭蕾舞演員。
- 奧斯卡·莫雷利（Oscar Morelli），59歲，墨西哥演員。
- 齊格弗里德·帕爾姆（Siegfried Palm），78歲，德國大提琴家。
- 大衛·薩瑟蘭（David Sutherland），56歲，美國《龍與地下城》原版插畫家。

### 7日
- 彼得·巴里（Peter Barry），67歲，澳大利亞足球運動員。
- 瑪格麗特·巴克斯特雷瑟（Margaret Baxtresser），82歲，美國音樂會鋼琴家。
- 烏爾里希·內弗斯（Ulrich Briefs），66歲，德國政治家
- 肖恩·多爾蒂（Seán Doherty），60歲，愛爾蘭政治家。
- 特裡·朗（Terry Long），45歲，美國職業橄欖球運動員，前NFL進攻邊鋒。
- 愛德華·安東尼·麥卡錫（Edward Anthony McCarthy），87歲，美國羅馬天主教主教，邁阿密第二任大主教。

### 8日
- 艾哈邁德·阿裡（Ahmed Ali），斐濟學者和政治家。
- 埃德·畢曉普（Ed Bishop），72歲，美籍英國演員（《不明飛行物》、《猩紅船長與神秘人》、《黃銅靶子》）。
- 亞瑟·鄧克爾（Arthur Dunkel），72歲，葡萄牙-瑞士關貿總協定總幹事。
- Cáit Feiritéar，88歲，愛爾蘭講故事的人。
- 塞爾維利奧·德·赫蘇斯·菲略，65歲，巴西足球運動員，心臟病發作。
- 路易士·聖地牙哥（Luis Santiago），27歲，菲律賓電影導演，被謀殺。
- 斯坦·威爾遜（Stan Wilson），83歲，美國歌手和吉他手，患有心臟病。

### 9日
- 艾倫·阿什博爾特（Allan Ashbolt），83歲，澳大利亞記者。
- 斯萊德·卡特（Slade Cutter），93歲，美國海軍軍官和橄欖球運動員。
- 理查·埃伯哈特（Richard Eberhart），101歲，美國詩人。
- 里安·艾倫·哈德（Ryan Alan Hade），23歲，美國性侵犯受害者，他的案件為允許無限期監禁性侵犯者的法律鋪平了道路，摩托車事故。
- 沃爾特·哈德威克（Walter Hardwick），73歲，加拿大學者和社區領袖。

### 10日
- 永岛慎二，67岁，日本漫画家。幻浪动漫（页面存档备份，存于）
- 党鸿辛，76岁，中国科学院院士。河南商报
- 蜜雪兒·奧克雷爾（Michèle Auclair），80歲，法國小提琴家。
- J·詹姆斯·埃克森，83歲，美國政治家，前美國民主党參議員（1979-1997）和內布拉斯加州州長（1971-1979）。
- Lyphard，36歲，美國賽馬，父親年老。
- 柯蒂斯·皮茨（Curtis Pitts），89歲，美國皮茨特別飛機和其他飛機的設計師。
- 肯尼斯·泰勒（Kenneth N. Taylor），88歲，美國出版商和作家，廷代爾出版社（Tyndale House Publishers）創始人，《活聖經》（The Living Bible）的譯者。
- 保羅·賴特爵士，90歲，英國外交官。

### 11日
- 弗朗切斯科·阿爾巴尼斯（Francesco Albanese），92歲，義大利歌劇歌手。
- 安妮-瑪麗·阿朗佐（Anne-Marie Alonzo），53歲，加拿大作家。
- 戈登·巴克斯特（Gordon Baxter），81歲，美國電臺名人。
- 何塞·貝亞特（José Beyaert），79歲，法國自行車手。
- 奧黛麗·布朗（Audrey Brown），92歲，英國運動員。
- 羅伯特·克拉克（Robert Clarke），85歲，美國演員。
- Ghena Dimitrova，64歲，保加利亞歌劇歌手。
- Lon McCallister，82歲，美國演員。
- 羅恩·蘭德爾（Ron Randell），86歲，澳大利亞出生的演員。
- 胡安·何塞·薩爾（Juan José Saer），67歲，阿根廷小說家。
- 瓦斯科·多斯桑托斯·貢薩爾維斯，84歲，葡萄牙將軍，總理（1974-1975）。[18]

### 12日
- 马科波·莫迪亚吉，27岁，南非巴罗波多部落女王。半岛晨报[]
- 黃建成，70歲，國立臺灣師範大學附屬高級中學的蛋餅伯。永遠的蛋餅伯
- 布萊恩·博蒙特（Bryan Beaumont），66歲，澳大利亞法學家。
- 索尼婭·大衛斯（Sonja Davies），81歲，紐西蘭工會會員。
- 布蘭迪·大衛斯（Brandy Davis），77歲，美國棒球運動員。
- Eiichi Goto，74歲，日本計算機科學家。
- 大衛·惠特尼（David Whitney），66歲，美國藝術策展人、收藏家、畫廊主和評論家，肺癌和骨癌[19]
- 斯科特·楊（Scott Young），87歲，加拿大記者，尼爾·楊（Neil Young）的父親。

### 13日
- 阿尔瓦罗·库尼亚尔（Alvaro Cunhal），91岁，葡萄牙共产党前总书记。大公报
- 瓊·阿布斯（Joan Abse），78歲，英國作家和藝術史學家。
- 喬納森·亞當斯（Jonathan Adams），74歲，英國演員（《洛基恐怖圖片秀》）。
- 傑拉德·貝哈格（Gerard Béhague），67歲，法國出生的美國民族音樂學家。
- 歐仁尼奧·德·安德拉德（Eugénio de Andrade），82歲，葡萄牙詩人。
- 大衛·戴蒙德（David Diamond），89歲，美國作曲家。
- 克裡斯托弗·斯賓塞·富特（Christopher Spencer Foote），70歲，美國化學家。
- 赫蘇斯·蒙卡達（JesúsMoncada），西班牙作家。
- 萊恩·史密斯（Lane Smith），69歲，美國演員（《露易絲和克拉克：超人的新冒險》（Lois & Clark： The New Adventures of Superman）、《大力鴨》（The Mighty Ducks）、《我的表弟文尼》（My Cousin Vinny），肌萎縮側索硬化症的併發症。

### 14日
- 費利克斯·阿科斯塔-努涅斯，81歲，多明尼加共和國體育記者。
- 卡洛·瑪麗亞·朱里尼（Carlo Maria Giulini），91歲，義大利指揮家。
- 諾曼·萊文（Norman Levine），81歲，加拿大作家。
- Mimi Parent，80歲，加拿大超現實主義畫家。
- 道格拉斯·托拉爾（Douglas Thollar），86歲，澳大利亞板球運動員。
- 羅比·萊斯特（Robie Lester），80歲，美國配音藝術家，女演員和歌手。

### 15日
- 赵志冰，66岁，中国政治人物，曾任济南市人大常委会副主任。第八、九届全国人大代表。济南日报 （页面存档备份，存于）
- 高玉樹，91岁，前臺北市長。
- 珀西·阿羅史密斯（Percy Arrowsmith），105歲，英國人，世界上有記錄的最長婚姻的一半。
- 羅德里戈·阿斯圖里亞斯（Rodrigo Asturias），65歲，瓜地馬拉遊擊隊領導人和政治家，心臟病發作。
- 休·貝文（Hugh Bevan），72歲，澳大利亞板球運動員。
- 瓦萊里婭·莫里康尼（Valeria Moriconi），73歲，義大利女演員，癌症。
- 凱西·諾裡斯（Kathi Norris），86歲，美國電視女主持人，在杜蒙特電視網（DuMont Television Network）主持了最早的電視脫口秀節目之一（凱西·諾裡斯秀（The Kathi Norris Show），也稱為“您的電視購物者”，1948-1950年）;女演員古·史塔克的母親。

### 16日
- 阿莱西奥·加莱蒂，37岁，意大利自行车选手。新浪网（页面存档备份，存于）
- 大聖寶，金剛惠蘭長老，68歲，聖密宗金剛禪佛教，世界總部常務董事、金剛禪大學榮譽校長、八地聖行親教師]。
- 99歲的葡萄牙神經學家科里諾·安德拉德（Corino Andrade）發現了家族性澱粉樣變性多發性神經病（FAP）。
- 傑拉爾德·大衛斯（Gerald Davis），88歲，英國集郵家。
- 恩里克·拉蓋爾（Enrique Laguerre），99歲，波多黎各作家、詩人和教師。
- 傑弗里·帕林德（Geoffrey Parrinder），95歲，英國神學家和衛理公會牧師。
- Ross Stretton，53歲，澳大利亞芭蕾舞演員，澳大利亞芭蕾舞團藝術總監。
- 詹姆斯·韋恩斯坦（James Weinstein），78歲，美國猶太作家，《在這些時代》的創始人和出版商。
- 亞歷克斯·麥卡沃伊（Alex McAvoy），77歲，蘇格蘭演員（平克·弗洛德（Pink Floyd）–《牆》（The Wall），《生命火花》（The Vital Spark），《嚴格意義上的辛納屈》（Strictly Sinatra）。

### 17日
- 大衛·安德森（David Anderson），65歲，澳大利亞板球運動員。
- 比利·鮑爾（Billy Bauer），89歲，美國爵士吉他手。[26]
- Nanna Ditzel，81歲，丹麥傢俱和室內設計師。
- 威廉·芬頓（William N. Fenton），96歲，美國學者，以研究易洛魁人的著作而聞名。
- 蘇珊娜·雅維科利（Susanna Javicoli），50歲，義大利女演員（La nottata，Suspiria），腎癌。 [27]
- 特雷弗·鐘斯（Trevor Jones），85歲，英國板球運動員。
- 安德魯·賈斯蒂斯（Andrew Justice），54歲，英國奧運賽艇運動員。
- 基思·莫裡斯（Keith Morris），66歲，英國攝影師。
- 卡爾·穆勒（Karl Mueller），41歲，搖滾樂隊Soul Asylum的美國創始貝斯手，喉癌。
- 米哈伊爾·斯特恩（Mikhail Stern），86-87歲，蘇聯內分泌學家和持不同政見者。
- 詹姆斯·懷特（James A. Whyte），85歲，蘇格蘭神學家。
- 羅納德·溫南斯（Ronald Winans），48歲，美國格萊美獎得主福音歌手。

### 18日
- 賽義德·穆斯塔克·阿裡（Syed Mushtaq Ali），90歲，印度板球運動員，帕德瑪·什里獎獲得者。
- 托尼·迪門特（Tony Diment），78歲，英國板球運動員。
- Cay Forrester，83歲，美國作家和電影女演員（DOA)
- 克裡斯·格裡芬（Chris Griffin），74歲，美國爵士小號手。[28]
- Basil Kirchin，77歲，英國音樂家。
- 桑賈亞·拉爾（Sanjaya Lall），64歲，印度經濟學家。
- J. J. Pickle，91歲，美國政治家，德克薩斯州民主黨國會眾議員（1963-1995）。
- 曼努埃爾·薩多斯基（Manuel Sadosky），91歲，阿根廷數學家，科學技術國務秘書（1983-1989）。
- 喬治·伍茲（Georgie Woods），78歲，美國廣播電臺廣播員。

### 19日
- 弗蘭克·亞歷山大（Frank Alexander），94歲，澳大利亞板球運動員。
- 艾倫·貝克特（Allan Beckett），91歲，英國工程師。[29]
- 阿爾弗雷德·迪肯·布魯克斯（Alfred Deakin Brookes），85歲，澳大利亞情報官員。
- 羅伯特·埃利斯·卡希爾（Robert Ellis Cahill），70歲，美國民俗學家和作家。
- 戴夫·卡爾（Dave Carr），48歲，英國足球運動員。
- Totta Näslund，60歲，瑞典音樂家、歌手和演員，肝癌。[30]
- 雷·帕金（Ray Parkin），94歲，澳大利亞作家。

### 20日
- 拉裡·柯林斯（Larry Collins），75歲，美國作家。
- 查理斯·基林（Charles D. Keeling），77歲，美國科學家，他的開創性測量顯示地球大氣中二氧化碳積聚。
- 傑克·基爾比（Jack Kilby），81歲，美國工程師，積體電路和物理學的發明者，諾貝爾獎獲得者。
- 威廉·洛佩斯，26歲，薩爾瓦多足球運動員，射門。
- 伯納德·阿道夫·施里弗（Bernard Adolph Schriever），94歲，美國空軍上將，被視為美國空軍太空和彈道導彈計劃之父和建築師。

### 21日
- 辛海棉，77岁，菲律宾樞機主教。BBC中文网（页面存档备份，存于）梵蒂岡電臺
- 彼得·布裡奇沃特（Peter Bridgwater），70歲，美國足球主管。
- 史蒂文·F·高恩（Steven F. Gaughan），40歲，美國員警，被謀殺。
- 喬治·哈威，67歲，黎巴嫩政治家，黎巴嫩共產黨前秘書長，在一次襲擊他的汽車時被恐怖分子殺害。
- 傑弗里·鐘斯（Geoffrey Jones），73歲，英國紀錄片製作人，癌症。
- 伊恩·麥考爾（Ian McColl），90歲，蘇格蘭記者和政治家。
- Louis H. Wilson， Jr.，85歲，美國榮譽勳章獲得者，海軍陸戰隊司令。

### 22日
- 桑德·辛格·班達里（Sunder Singh Bhandari），84歲，印度政治家。
- David Breeden，54歲，美國單簧管演奏家。
- 威廉·唐納森（William Donaldson），70歲，英國諷刺作家和《超越邊緣》的戲劇製作人。
- 邁克爾·伊穆杜（Michael Imoudu），102歲，奈及利亞工會領袖。
- 羅伯托·奧利沃（Roberto Olivo），91歲，委內瑞拉棒球裁判。
- 卡森·帕克斯（Carson Parks），69歲，美國音樂家。

### 23日
- 尼古拉·阿法納塞夫斯基，64歲，俄羅斯外交官。
- Shana Alexander，79歲，美國記者，癌症。
- 馬諾利斯·阿納格諾斯塔基斯（Manolis Anagnostakis），80歲，希臘詩人。
- Pietro Balestra，70歲，瑞士經濟學家。
- 理查·哈特·布朗（Richard Hart Brown），64歲，美國神經科學家。
- 伊西多爾·科恩（Isidore Cohen），82歲，美國小提琴家，與Beaux Arts三重奏合作。
- 克利斯蒂安·羅伊·卡爾達格（Christian Roy Kaldager），97歲，挪威空軍軍官。
- 漢娜·克萬莫（Hanna Kvanmo），79歲，挪威政治家。
- Sam Kweskin，81歲，美國漫畫家。

### 24日
- 保羅·溫契爾（Paul Winchell），82岁，配音演員及發明家。世界日報
- 老萊曼·博斯托克（Lyman Bostock），87歲，美國棒球運動員。
- 彼得·卡塞利（Peter Casserly），107歲，澳大利亞百歲老人，第一次世界大戰中在西線服役的澳大利亞第一帝國部隊的最後一名倖存成員。
- 61歲的英國女演員伊莫金·克雷爾（Imogen Claire）在《洛基恐怖圖片秀》（The Rocky Horror Picture Show）中扮演特蘭西瓦尼亞人之一。
- 哈裡·奧特（Harry Ott），71歲，德國外交官和政治家。
- 伊娃·菲爾賓（Eva Philbin），91歲，愛爾蘭化學家。
- 卡羅爾·斯科特（Carol Scott），56歲，美國電視製片人兼導演，癌症。
- 約翰·維維安（John Vivian），斯旺西第四代男爵，80歲，英國同齡人和體育射擊運動員。

### 25日
- 約翰·菲德勒（John Fiedler），80歲，美國演員（《12怒漢》《小熊維尼》《真正的勇氣》），癌症。
- 哈裡·吉布斯爵士，88歲，澳大利亞高等法院澳大利亞首席大法官，1981-87年。
- 薩利姆·哈拉利（Salim Halali），84歲，阿爾及利亞歌手。
- 切特·赫爾姆斯（Chet Helms），62歲，美國搖滾樂推廣人。
- 33歲的土耳其創作歌手和活動家Kâzım Koyuncu於2005年在睾丸癌治療期間去世。
- 鮑勃·文森特（Bob Vincent），87歲，美國大樂隊歌手和戲劇經紀人。

### 26日
- 菲力浦·阿德溫特（Filip Adwent），49歲，波蘭政治家。
- 威廉·科尼利厄斯（William Cornelius），90歲，澳大利亞板球運動員。
- 埃克納特·索爾卡（Eknath Solkar），57歲，印度板球運動員。
- Joop Stoffelen，84歲，荷蘭足球運動員。
- Grete Sultan，99歲，德裔美國鋼琴家。
- 理查·懷特利（Richard Whiteley），61歲，英國電視節目主持人，肺炎。

### 27日
- 羅伯特·伯恩（Robert Byrne），50歲，美國詞曲作者。
- 弗雷德里克·達頓（Frederick G. Dutton），82歲，美國律師，甘迺迪總統的顧問。
- 謝爾比·富特（Shelby Foote），88歲，美國歷史學家。
- 弗蘭克·哈特（Frank Harte），72歲，愛爾蘭傳統歌手和歌曲收藏家，心臟病發作。
- 多米諾·哈威（Domino Harvey），35歲，英國模特出身的賞金獵人，演員勞倫斯·哈威（Laurence Harvey）的女兒。被發現死在她的浴缸裡，服用了過量的芬太尼止痛藥。
- 雷·福爾摩斯（Ray Holmes），90歲，英國戰鬥機飛行員，在不列顛之戰期間保護白金漢宮，癌症。
- 歐文·麥卡倫（Owen McCarron），76歲，加拿大漫畫家和益智創作者。
- 巴克提·提爾塔·斯瓦米（Bhakti Tirtha Swami），55歲，美國精神導師。
- 約翰·沃爾頓（John T. Walton），58歲，美國退伍軍人，沃爾瑪創始人山姆·沃爾頓（Sam Walton）的兒子。
- 諾曼·伍丁爵士，78歲，英國實業家。

### 28日
- 鲁斯兰·阿卜杜加尼，90岁，不结盟运动思想之父、印尼前外长。人民网（页面存档备份，存于）
- Bardhyl Ajeti，28歲，塞爾維亞記者，被暗殺。
- 塞西爾·鮑（Cecil Baugh），96歲，牙買加陶藝大師和藝術家。
- 羅伯特·克拉克（Robert D. Clark），95歲，美國大學行政人員。
- 湯瑪斯·克拉克（Thomas D. Clark），101歲，美國歷史學家。
- 維克多·克雷格（Victor Craig），87歲，愛爾蘭板球運動員。
- 迪克·迪茨（Dick Dietz），63歲，美國棒球運動員（三藩市巨人隊、洛杉磯道奇隊和亞特蘭大勇士隊），心臟病發作。
- Yumika Hayashi，35歲，日本色情電影女演員，窒息。
- 菲力浦·霍布斯鮑姆（Philip Hobsbaum），72歲，英國學者，詩人和評論家，糖尿病患者。
- 布倫達·霍華德（Brenda Howard），58歲，美國LGBT權利活動家，結腸癌。
- Arthur Maimane，72歲，南非記者和小說家。
- 約翰·羅德尼·麥克雷（John Rodney McRae），70歲，美國殺人犯。
- 邁克爾·墨菲（Michael P. Murphy），29歲，美國海軍軍官。
- 羅蘭·威爾遜（Rowland B. Wilson），74歲，美國漫畫家和動畫師。

### 29日
- 魯斯蘭·阿卜杜勒加尼（Ruslan Abdulgani），91歲，印尼政治家和外交官。
- 詹姆斯·吉伯特·貝克（James Gilbert Baker），90歲，美國天文學家。
- 傑拉德·邦德（Gerard C. Bond），65歲，美國地質學家。
- W·伯利·布朗（W. Burlie Brown），83歲，美國歷史學家。
- 約翰·伯吉斯（John Burgess），71歲，蘇格蘭風笛手。
- 布魯斯·瑪律穆斯（Bruce Malmuth），71歲，美國電影導演（《夜鷹》《難殺》）和演員（《空手道小子》），喉癌。

### 30日
- 邁克爾·唐納利（Michael Donnelly），46歲，美國空軍戰鬥機飛行員和活動家。
- 克蘭西·埃克爾斯（Clancy Eccles），64歲，牙買加斯卡和雷鬼歌手，詞曲作者，唱片製作人和星探，心臟病發作的併發症。
- 克裡斯托弗·弗萊（Christopher Fry），97歲，英國劇作家。
- 莉蓮·凱爾（Lilian Keil），88歲，美國護士，二戰和朝鮮戰爭飛行護士。
- Al Milnar，91歲，美國棒球運動員。
- 普雷斯·莫爾（Pres Mull），82歲，美式橄欖球運動員和教練。
- 埃瓦·諾瓦克-傑拉德（Éva Novák-Gerard），75歲，匈牙利游泳運動員。
- 启功，92歲，中國書法家、藝術家、畫家和漢學家。
- 阿列克謝·蘇爾坦諾夫（Alexei Sultanov），35歲，俄裔美國鋼琴家，中風。
- 羅伯特·揚特（Robert Yount），75歲，美國鄉村音樂流派的音樂家，歌手和詞曲作者。